# マイスターエンジニアリング
株式会社マイスターエンジニアリング（英: MYSTAR ENGINEERING CORP.）は、日本で1974年に設立した技術サービス集団。
大阪市内で東洋一（当時）のホテルプラザの施設管理を請負い創業。商業施設、事務所ビル、テーマパークなどの施設管理を手掛ける。のちにメカトロニクス分野へ進出し、近年は重電機器や都市土木などの改修やメンテナンス、再生エネルギー発電設備、各種非破壊検査なども扱う。
2023年12月4日に本社をサピアタワーへ移転した。事業承継した企業とともに、マイスターエンジニアリンググループとして技術者人財減少という社会課題の解消に努める。

## 沿革
- 1974年6月 - 大阪市に株式会社大阪丸誠を設立。
- 1984年6月 - 株式会社丸誠エンジニアリングに社名変更。
- 1991年8月 - 現社名に変更。
- 1997年12月 - 大阪証券取引所2部に上場。
- 2002年2月 - 東京証券取引所2部に上場。
- 2002年10月 - 研修・宿泊施設を備えたME技術センターを竣工（千葉県佐倉市）
- 2005年7月 - 千葉県千葉市美浜区に本店移転。
- 2008年
  - 9月 - 大阪証券取引所における株式の上場廃止を申請。
  - 11月8日 - 大阪証券取引所2部上場廃止。
- 2018年7月-東京本社・本店を移転（東京都港区芝）
- 2019年12月20日 - MEホールディングスによる株式公開買付けが成立[1]。
- 2020年
  - 3月26日 - 東京証券取引所2部上場廃止[2]。MBOによる株式非公開化
  - 3月30日 - 株式併合により、MEホールディングスの完全子会社となる。
  - 6月 - 大阪本社を設立（大阪府大阪市）
  - 9月 - 福岡事業所を開設（福岡県福岡市博多区）
- 2021年
  - 4月- 仙台・広島に事業所を開設
- 2023年
  - 4月28日- 「2030年クライシスに陥る『超重要インフラ』メンテナンス人材不足に関する独自調査」を記者発表。
  - 9月25日-「2030 年クライシスを迎える『超重要インフラ』メンテナンス技術者の求職状況及び就業実態調査レポート」を発表。
  - 12月4日-本社・本店を移転（東京都千代田区）
- 2025年
  - 5月23日-メカトロエンジニアリング部　北関東事業所を開所（埼玉県大宮市）

## グループ会社
株式会社マイスター60、アビサービス株式会社、株式会社シグマコミュニケーションズ、株式会社クサツエストピアホテル、栄信電気工業株式会社、エコー防災株式会社、株式会社デルタックス、指月電興株式会社、株式会社とだか建設、東日本エンジニアリング株式会社、株式会社電研エンジニアリング、株式会社設備保全総合研究所、株式会社山電、株式会社進幸技建、株式会社テクノ・スタッフ、日南田電気株式会社、泰平建設株式会社、誠和光建株式会社、近畿電設保障株式会社、株式会社カナメックス